# Réserve écologique André-Linteau
Die Réserve écologique André-Linteau (französisch für „Ökologisches Schutzgebiet André-Linteau“) ist ein 91,13 ha großes Schutzgebiet in der kanadischen Provinz Québec.
Diese Schutzgebiete sind meist für die Öffentlichkeit nicht zugänglich, mit Ausnahme von vier Schutzgebieten, nämlich Serpentine-de-Coleraine, Forêt-la-Blanche, Tourbières-de-Lanoraie und der Île-Brion.

## Lage
Das Schutzgebiet André-Linteau liegt 5 km nordwestlich der Gemeinde Rapides-des-Joachims in der Grafschaftsgemeinde Pontiac. Es dient dem Schutz eines Standorts der Weymouth-Kiefer oder Strobe. Sie ist die größte Nadelbaumart im östlichen Nordamerika und wird bis zu 500 Jahre alt. Das hügelige Gebiet liegt zwischen 250 und 500 m über dem Meeresspiegel, die geschützte Baumart steht auf einer Terrasse rund 50 m über dem Ottawa.

## Namensgebung
Seinen Namen erhielt das Schutzgebiet nach André Linteau (16. November 1910 – 21. Februar 1966), der erste, der in Forstwesen promoviert wurde. Er war Professor an der Faculté de foresterie et de géodésie an der Université Laval und hat sich um Erhalt und Erforschung der Wälder Québecs verdient gemacht.